# Rimantė Dušauskienė-Duž
Natalija Rimantė Dušauskienė-Duž, geb. Aleksaitė (* 12. Dezember 1935 in Telšiai, Litauen) ist eine litauische Biologin.

## Leben
1959 absolvierte sie das Diplomstudium an der Vilniaus universitetas. 1994 habilitierte sie sich im Fach Biologie. Von 1962 bis 1965 war sie wissenschaftliche Mitarbeiterin an der Fakultät für Naturwissenschaften der Vilniaus universitetas, von 1968 bis 1970 am Institut für Physik und Mathematik sowie seit 1970 am Botanikinstitut.
Seit 1986 ist sie Mitglied der Internationalen Union der Radioökologen.

## Bibliografie
- Šiluminė energetika ir aplinka (su kt., d. 2 1981 m. d. 6 1987 m., d. 10 1992 m.);
- Drūkšių ežero – Ignalinos AE aušintuvo radiochemoekologinė situacija (su kt., 1992 m.).

## Quelle
1. ↑  VLE, V tomas, S. 234. Jolita Klimavičiūtė: Rimantė Dušauskienė-Duž.

| Personendaten    | Personendaten                                                                                     |
| ---------------- | ------------------------------------------------------------------------------------------------- |
| NAME             | Dušauskienė-Duž, Rimantė                                                                          |
| ALTERNATIVNAMEN  | Dušauskienė-Duž, Natalija Rimantė (vollständiger Name); Aleksaitė, Natalija Rimanté (Geburtsname) |
| KURZBESCHREIBUNG | litauische Biologin                                                                               |
| GEBURTSDATUM     | 12. Dezember 1935                                                                                 |
| GEBURTSORT       | Telšiai, Litauen                                                                                  |